# لادردیل، تاسمانیا
لادردیل (به انگلیسی: Lauderdale) یک حومه شهر در استرالیا است که در تاسمانی واقع شده‌است.